# Limassolla multipunctata
Limassolla multipunctata är en insektsart som först beskrevs av Matsumura 1920.  Limassolla multipunctata ingår i släktet Limassolla och familjen dvärgstritar. Inga underarter finns listade i Catalogue of Life.